# Халиф
Хали́ф, хали́фа (араб. خليفة‎ —  наместник, заместитель‎) — название самого высокого титула у мусульман. В разные времена взгляды на его содержание были разными.
Имеется и другое определение титула. Например: глава халифата, а также титул лидера исламской уммы — исламского сообщества, правящего по шариату.

## История

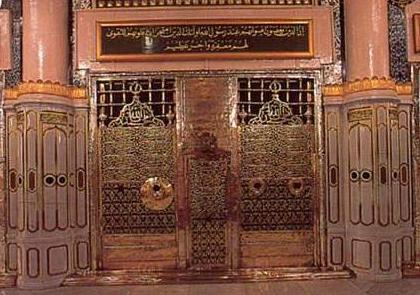
Гробницы халифов Абу Бакра и Умара (справа) в Медине, современная Саудовская Аравия.

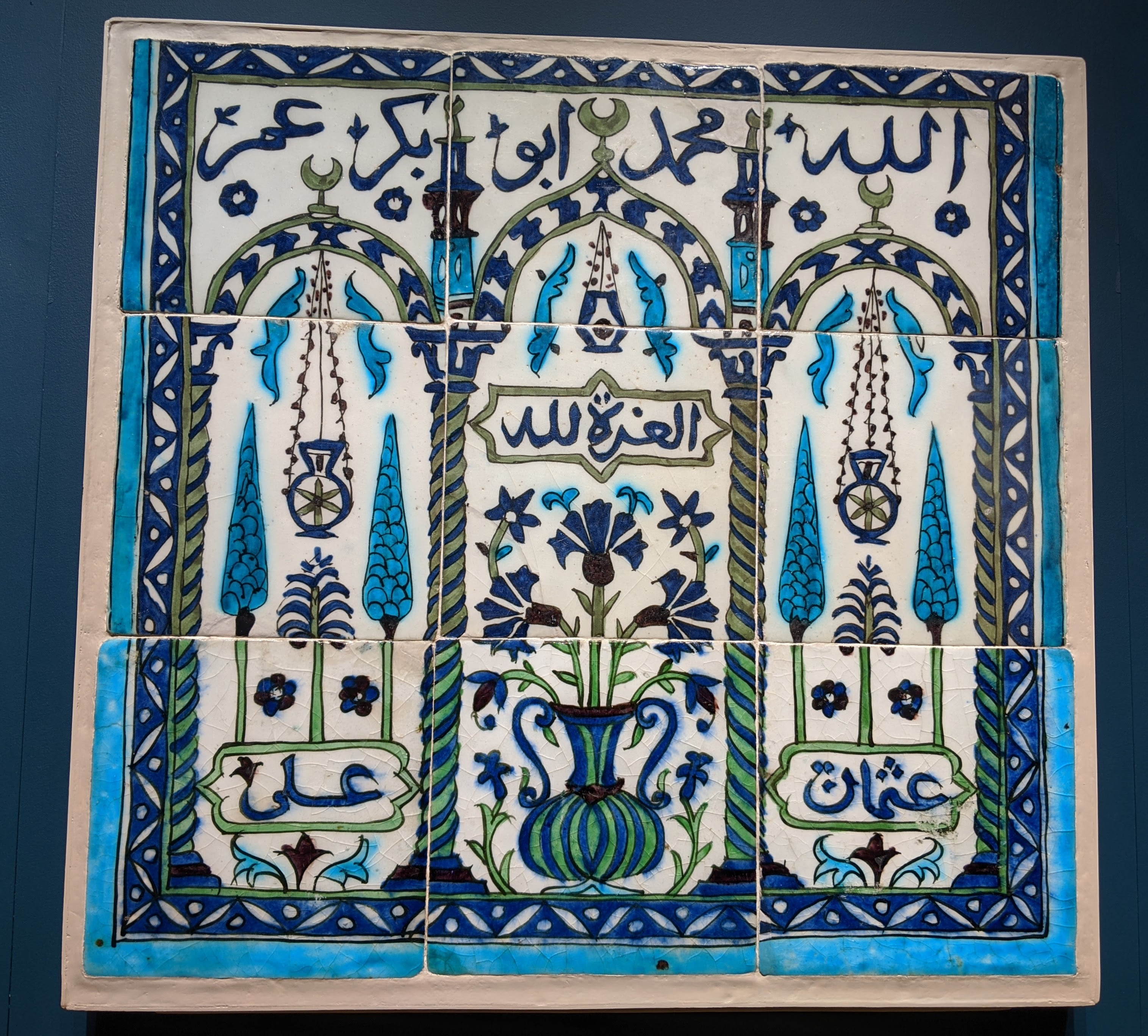
Сирийская плиточная панель (около 1600 г.) с именами четырёх праведных халифов

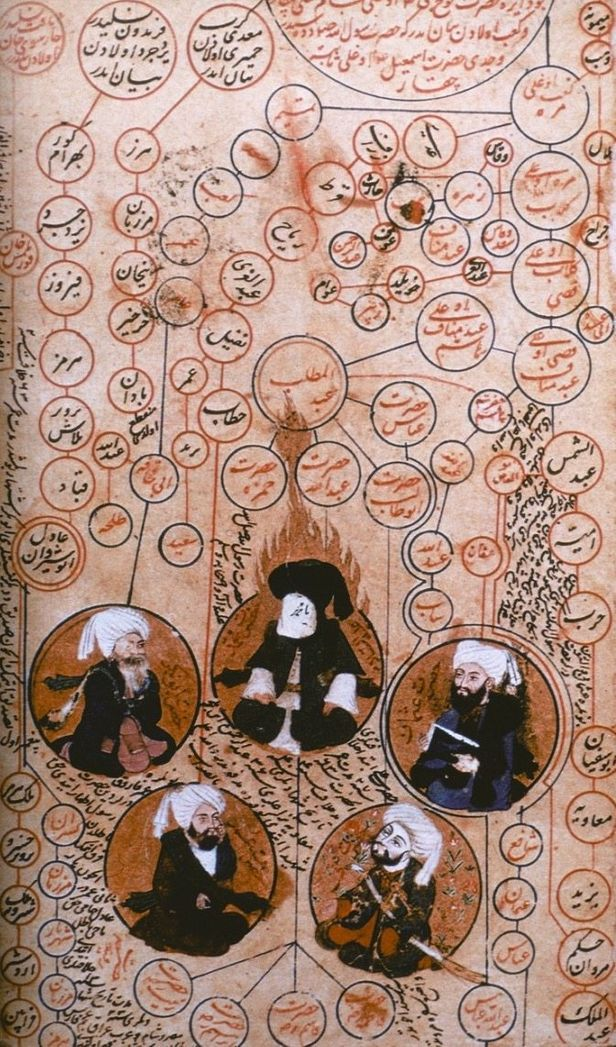
Османские миниатюрные картины с изображением Мухаммеда (в центре) и равидунских халифов Абу Бакра, Умара, Усмана и Али, ок.XVI век

Слово халифат означает как титул халифа, так и обширное государство, созданное сподвижниками исламского пророка Мухаммеда под предводительством его «халифов» (наместников). Эпоха существования Арабского халифата (632—945, 1124—1258 годы), вместе с несколькими последующими веками расцвета общеисламской культуры, именуются в западной историографии Золотым веком ислама.
Первоначально халиф являлся выборным лицом, чья легитимность и деятельность зависела от избравшего его совета (шуры). В результате событий, именуемых «Первая Фитна», статус халифа резко изменился.
Третий халиф Усман вызвал мощную оппозицию своим действиям, которые его противники считали собственническими и тем самым недостойными титула халифа. В результате халиф Усман был убит, что являлось преступлением с точки зрения предписаний Корана.
После убийства халифа Усмана правитель Сирии Муавия самолично провозгласил себя халифом, опираясь на свою фактическую политическую силу и сомнительную легитимность противников Усмана в лице нового четвёртого избранного халифа Али.
Али собрал войско и начал тяжелую войну, в результате которой согласился на третейский суд. С точки зрения недовольных таким решением он поставил на обсуждение необсуждаемый, сакральный статус халифа как выборного лица, поставил под сомнение свое бесспорное право на халифат. Вышедшие из войска Али получили название хариджитов.
- Хариджиты называли халифом временного и выборного правителя, ограниченного волей мусульманской общины[7], и считали легитимными халифами первых двух: Абу-Бакра и Умара. Хариджиты допускали множественность халифов в случае, если пространственная связь между ними невозможна. В настоящее время хариджиты-ибадиты сохранились в Омане.
- Шииты признают неизменяемое сакральное установление — имамат, не подвластный людям и дающий исключительное право на верховную светскую власть над мусульманами. С точки зрения шиитов право быть халифом имеют только потомки Али, двоюродного брата Мухаммада и мужа его дочери Фатимы, и именуемые законными имамами. Таким образом, шииты исключают всех суннитских халифов[8], кроме собственно самого Али, считая их нелегитимными узурпаторами. В настоящее время шиизм двенадцати имамов является государственной религией Ирана.

- Сунниты полагают, что для избрания халифа хватает проведенного внутри общины простого открытого голосования. Титул халифа, начиная с правления Муавии, в суннитских государствах стал де факто наследственным титулом наиболее значительного светского правителя. Для Омейядов и Аббасидов халиф — это наследственный титул правителя, соединяющего в себе неограниченную высшую духовную и светскую власть. В Мамлюкском султанате халифы являлись исключительно духовными лидерами, оставляя светское правление султанам. Османский султан Селим I уничтожил государство мамлюков и принял титул халифа. Османские султаны носили титул халифа вплоть до 1 ноября 1922 года, когда Великое национальное собрание Турции в Анкаре постановило разделить султанат и халифат и упразднить первый, тогда как халифат в Османской империи сохранялся ещё 2 года, до 1924. При этом продолжала соблюдаться процедура опроса мусульман местными имамами в момент смерти предыдущего халифа: не против ли они, например, чтобы сын османского императора стал новым халифом.

В средневековый период три крупных халифата сменяли друг друга: Праведный халифат (632–661), Омейядский халифат (661–750) и Аббасидский халифат (750–945/1258). В четвёртом крупном халифате,  Османском халифате, правители  Османской империи претендовали на халифскую власть с 1517 года до тех пор, пока Османский халифат не был формально упразднён в рамках секуляризации Турции в 1924 году. Затем на этот титул претендовал Шериф Мекки, но этот халифат быстро пал после его завоевания  Королевствм Неджд и Хиджаз , оставив претензии в бездействии. На протяжении всей истории ислама несколько других мусульманских государств, почти все из которых были наследственными монархиями, претендовали на звание халифатов.

## Династии халифов
Большинство халифов принадлежали к суннитской ветви ислама, охватывающей большую часть мусульман. Сунниты верят, что Мухаммад был пророком, призванным по божественному повелению, и потому не мог завещать или передать это своё священное служение ни одному из преемников. Преемники Мухаммада наследовали лишь земную власть.

### Омейяды
Омейя́ды (араб. الأمويون‎), или бану Умайя (араб. بنو أمية‎), — династия халифов, основанная Муавией в 661 году. Омейяды Суфьянидской и Марванидской ветвей правили в Дамасском халифате до середины VIII века. В 750 году в результате восстания Абу Муслима их династия была свергнута Аббасидами, а все Омейяды были уничтожены, кроме внука халифа Хишама Абд ар-Рахмана Абд ар-Рахмана I, основавшего династию в Испании (Ко́рдовский эмират). Основателем клана Омейядов считается Омайя ибн Абдшамс, сын Абдшамса ибн Абдманафа и двоюродный брат Абдулмутталиба. Абдшамс и Хашим были братьями-близнецами.

### Аббасиды
Аббаси́ды (араб. العبّاسيّون‎ —  аль-’Абба́сиййу́н‎, уст. Абассиды) — вторая (после Омейядов) династия арабских халифов (750—1258), происходившая от Аббаса ибн Абд аль-Мутталиба (ум. в 653 г.), дяди пророка Мухаммеда. В 750 году Аббасиды свергли Омейядов на всей территории халифата, кроме территории будущего Кордовского эмирата. В сознании мусульманских народов Аббасиды — символ мусульманской общности. При них ислам стал интернациональной религией, а Халифат из арабского стал мусульманским. При Аббасидах же совершился распад единого Арабского халифата, начавшийся при последних Омейядах.

### Фатимиды
Фатими́ды (араб. الفاطميون‎, аль-Фатимийун) — династия мусульманских халифов, правившая в Фатимидском халифате с 909 по 1171 г. Фатимиды исповедовали исмаилитский толк шиитского ислама и считали себя потомками Али ибн Абу Талиба и дочери пророка Мухаммеда Фатимы (отсюда название).
Возвышение Фатимидов произошло благодаря народному восстанию берберов-кутама. Они пришли под лозунгами пришествия имама Махди и разгромили государство Аглабидов. В январе 910 г. вождь исмаилитов Убайдаллах был провозглашён махди и принял титул халифа. Фатимиды подчинили себе страны Северной Африки, Сицилию, Шам (Левант), побережье Красного моря и продолжали борьбу за установление господства во всём мусульманском мире. Армия Фатимидов состояла из наёмников и мамлюков. После смерти фатимидского халифа аль-Адида династия Фатимидских халифов прекратила своё существование.

### Османы
Халиф номинально считался верховным религиозным и политическим лидером всех суннитских мусульман по всему миру. В годы, предшествовавшие упразднению, во время Турецкой войны за независимость, неопределённое будущее халифата вызывало сильные реакции в мировом сообществе суннитских мусульман. Возможное упразднение халифата активно оспаривалось индийским движением Халифата, и вызвало оживлённые дебаты в мусульманском мире. Упразднение 1924 года произошло менее чем через 18 месяцев после упразднения османского султаната, до этого султан Османской империи был по должности халифом.
Мустафа Кемаль-паша (Ататюрк) якобы предлагал халифат Ахмеду Шерифу ас-Сенусси при условии его проживания за пределами Турции; Сенусси отказался от предложения и подтвердил поддержку Абдулмеджида. В последующие годы было выдвинуто не менее 13 кандидатов на халифат, но ни один из них не смог получить общую поддержку исламского мира. Среди кандидатов были Абдулмеджид II, его предшественник Мехмед VI, король Хусейн Хиджазский, султан Мулай Юсуф, король Аманулла Афганский, имам Яхья Йеменский и король Фуад I. Безуспешные «халифатские конференции» проводились в Нидерландской Ост-Индии (ныне Индонезия) в 1924 году, в 1926 году в Каире и в 1931 году в Иерусалиме. Шарифский халифат под руководством Хусейна просуществовал несколько лет.
3 марта 1924 года был окончательно ликвидирован Османский халифат.
Упразднение  Османского халифата в 1924 году положило конец непрерывной цепочке халифов. Проведенные в Каире и Мекке конференции не смогли определить роль этого института, а тенденция к секуляризации, возникшая в современной Турции, постепенно стала набирать силу и в остальном мусульманском мире.

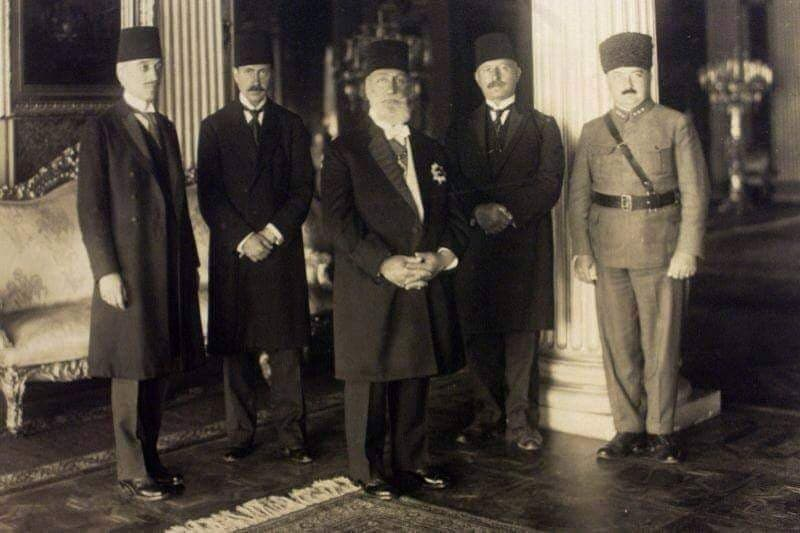
Абдулмеджиду официально сообщают о его низложении с престола в марте 1924 года

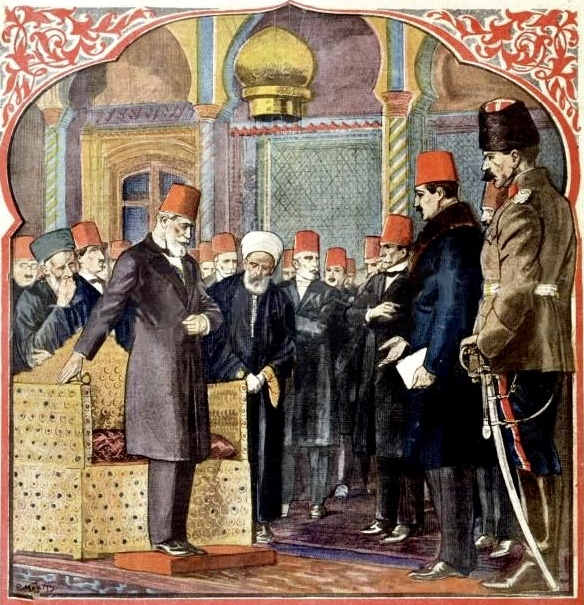
«Упразднение Халифата. Последний халиф». Иллюстрация из выпуска журнала Le Petit Journal от 16 марта 1924 года.

### Сокото
Халифат Сокото — исламское государство в северной Нигерии, созданное суфием Османом дан Фодио в результате джихада Фулани в начале 1800-х годов. Правитель Сокото именовался халифом, а его наместники — эмирами. В Сокото было принято шариатское право. Военнопленные часто превращались в рабов, поэтому в феодальном государстве Сокото сохранялись рабовладельческие отношения. В начале XX века Сокото было включено в состав британского Протектората Нигерия, однако региональная элита сохранила свою власть. В настоящее время султаны Сокото сохранили свою власть как духовные главы мусульман Нигерии.

### Махдистский Судан
Во время восстания против колониальной Британской империи Абдуллах ибн Мухаммад ат-Таиша в 1881 году принял титул халифа. После поражения в битве при Омдурмане в 1898 году, перешёл к партизанской войне, и был убит в 1899 году.

### Шарифский халифат
Шари́фский халифа́т (араб. الخلافة الشريفية‎ аль-хилафат аш-шарифия) или Хашимитский халифат (араб. الخلافة الهاشمية‎ аль-хилафат аль-хашимия) — халифат, провозглашённый в марте 1924 года королём Хиджаза и шерифом Мекки Хусейном ибн Али из династии Хашимитов, вскоре после упразднения Османского халифата. Самопровозглашённый «эмир правоверных» не смог надолго удержаться у власти и после череды неудач в борьбе с Саудитами отрёкся от престола в пользу своего сына Али в октябре 1924 года. Сын Хусейна на протяжении года сопротивлялся стремлению Саудитов захватить весь Хиджаз, но в декабре 1925 года пал последний оплот Хашимитов в Джидде и было образовано Королевство Неджд и Хиджаз во главе с Абдул-Азизом.

### Современные халифы
В настоящее время за возрождение института халифата выступает ряд исламских движений и организаций.
- Одним из возможных претендентов на титул являлся потомок последнего османского халифа Харун Османоглу.
- Потомком халифа Мекки и Хиджаза является король Иордании — Абдалла II ибн Хусейн.
- Потомком халифов Сокото является титулярный султан Сокото Сааду Абубакар IV[англ.].
- В ходе гражданской войны в Ираке Исламским государством было провозглашено создание халифата на территории Ирака и Сирии. Халифом был объявлен Абу Бакр аль-Багдади, глава ИГ. Данный халифат не признается большинством исламских богословов.
- У ахмадитов существует свой «халиф» — преемник основателя движения Мирзы Гулама Ахмада. Нынешний, 5-й по счёту халиф — Мирза Масрур Ахмад.